# Xã Fenton, Quận Kossuth, Iowa
Xã Fenton (tiếng Anh: Fenton Township) là một xã thuộc quận Kossuth, tiểu bang Iowa, Hoa Kỳ. Năm 2010, dân số của xã này là 563 người.